# Andreas (Schiff)
Der Schlepper Andreas ist der größte noch funktionsfähige Dampfschlepper mit einer Dreifach-Expansionsdampfmaschine in Europa.
Seinen Heimathafen hat der Schleppdampfer im Museumshafen an der Fischerinsel in Berlin-Mitte. Er gehört zu einer Sammlung historischer Binnenschiffe des Vereins „Berlin-Brandenburgische Schifffahrtsgesellschaft e. V.“.

## Geschichte des Schiffes
Der Rumpf wurde 1944 auf der Wiemann-Werft fertiggestellt. Als Antrieb war ein Dieselmotor vorgesehen, der durch Kriegseinwirkungen zerstört wurde. Der Neubau blieb ohne Antrieb in der Werft liegen. Erst 1950 wurde die auf der Werft lange eingelagerte Dampfmaschine eingebaut.
Der Schleppdampfer wurde überwiegend auf der Elbe zwischen Niegripp und Magdeburg eingesetzt. Auch Einsätze auf der Saale zwischen Barby und Halle wurden gefahren. In den 1960er Jahren war er unter anderem auch im Kanalgebiet zwischen Niegripp und Nedlitz und Hohensaaten und Fürstenberg im Einsatz.
1970 wurde der Dampfer Andreas aus dem Fahrbetrieb genommen und fest stationiert im Rummelsburger See. Dort wurde das Schiff als Heizwerk für ein Bürogebäude des Elektroapparatewerkes Treptow genutzt und konnte so dem Schicksal vieler Schleppdampfer, der Verschrottung, entgehen.
Im September 1991 hat die Berliner Schifffahrtsgesellschaft das Schiff erworben und wieder in betriebsfähigen Zustand versetzt. In der Sommersaison wird er zu Ausflugsfahrten eingesetzt und zu Traditionsveranstaltungen der Dampfschifffahrt entsandt.

## Bilder

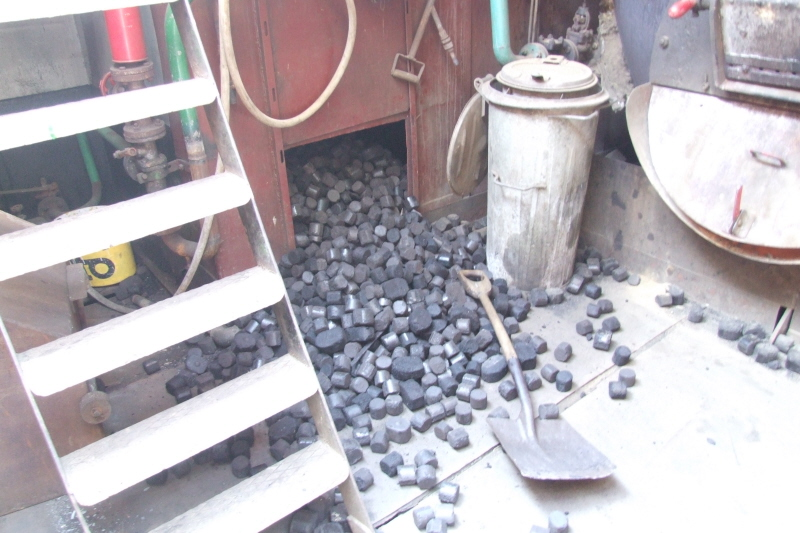
Kohlevorrat
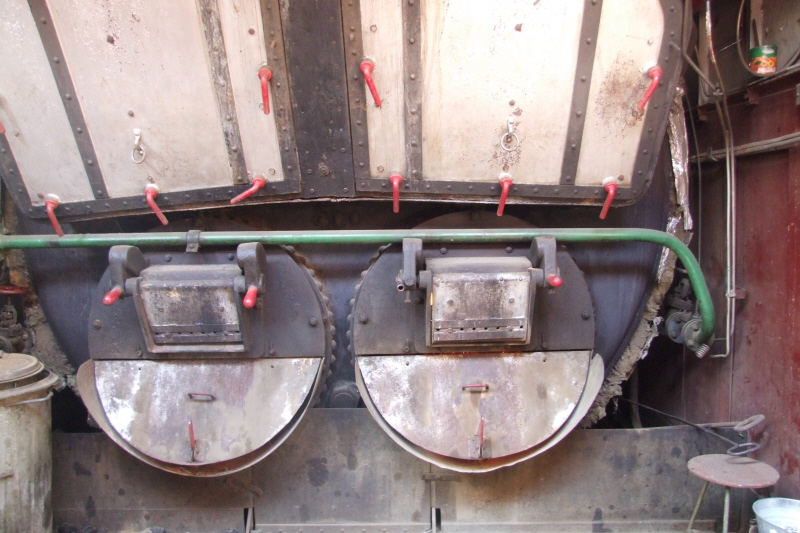
Kessel mit Feuerloch
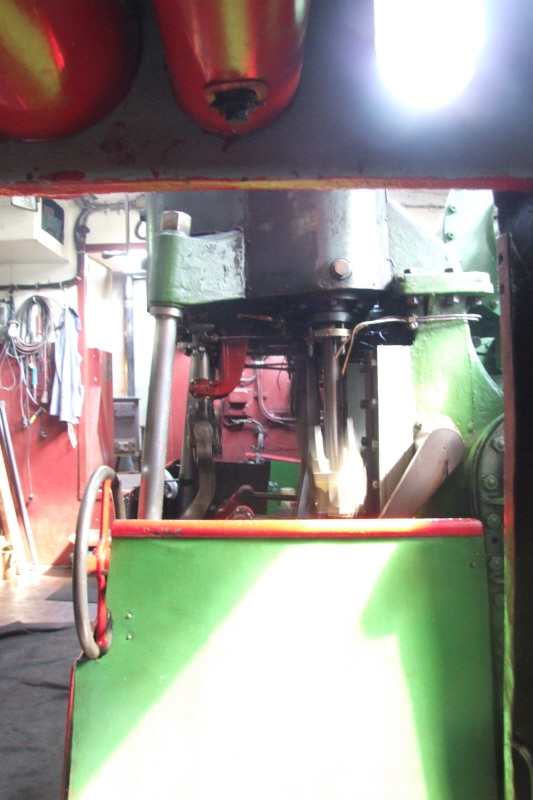
Maschine
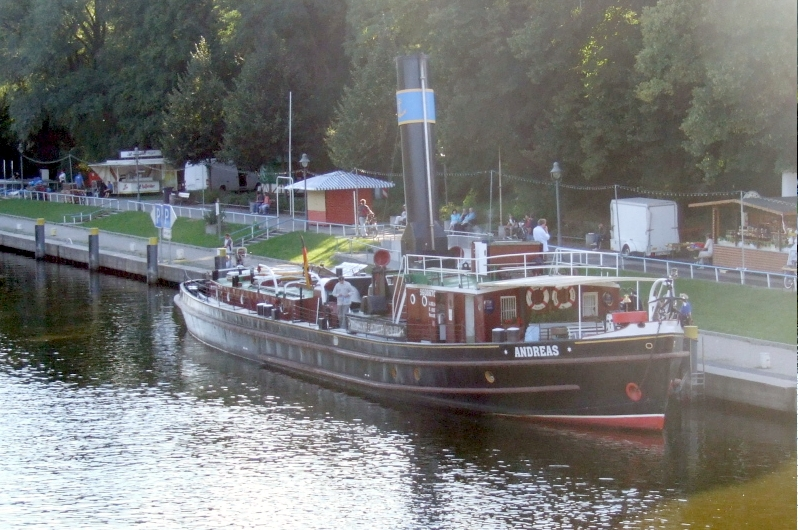
Am Salzhofufer in Brandenburg/Havel am 17. August 2007
- Grafik des Schleppers Andreas von 1995
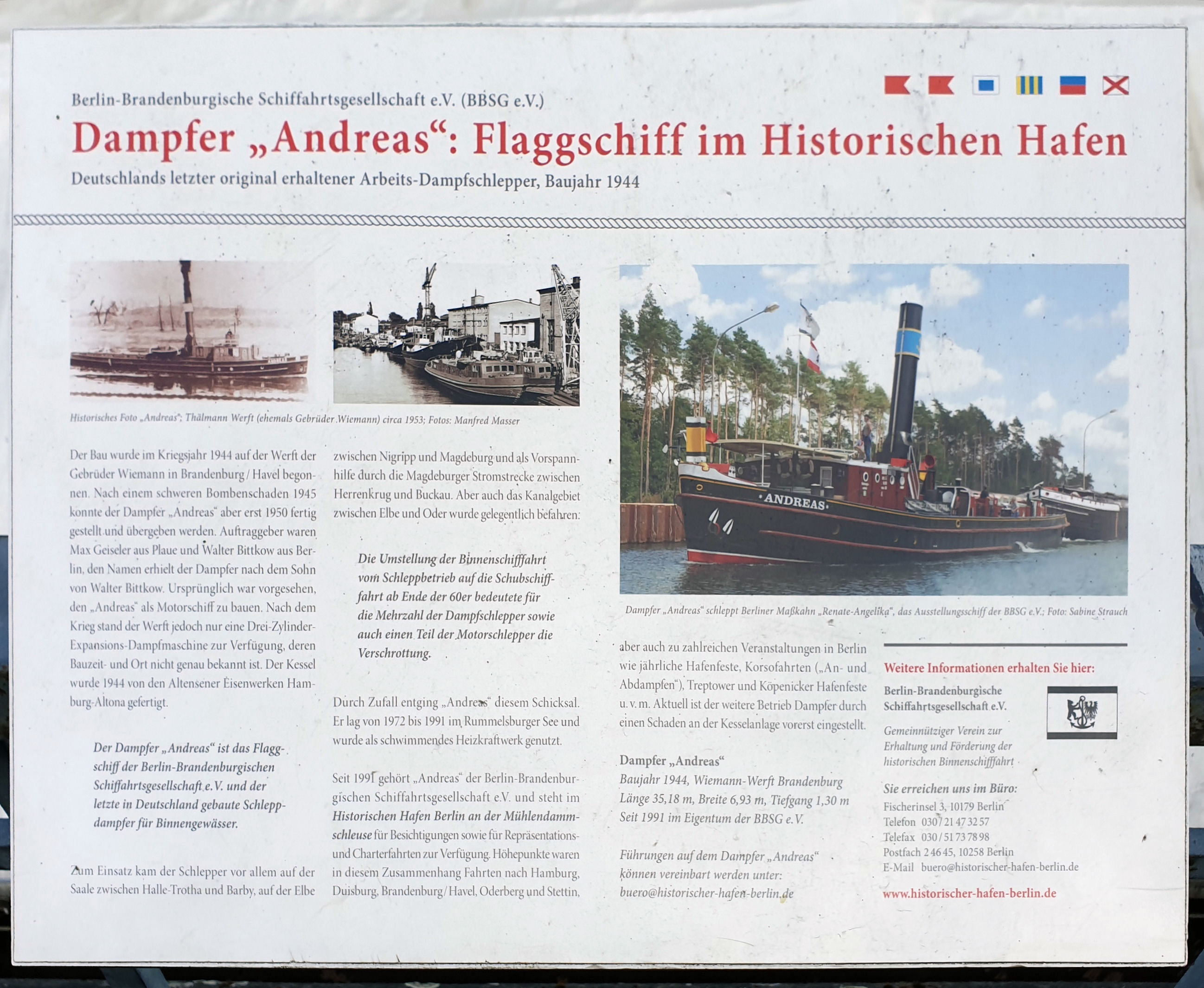
Gedenktafel für Schlepper Andreas